# Johann Hugo Wyttenbach

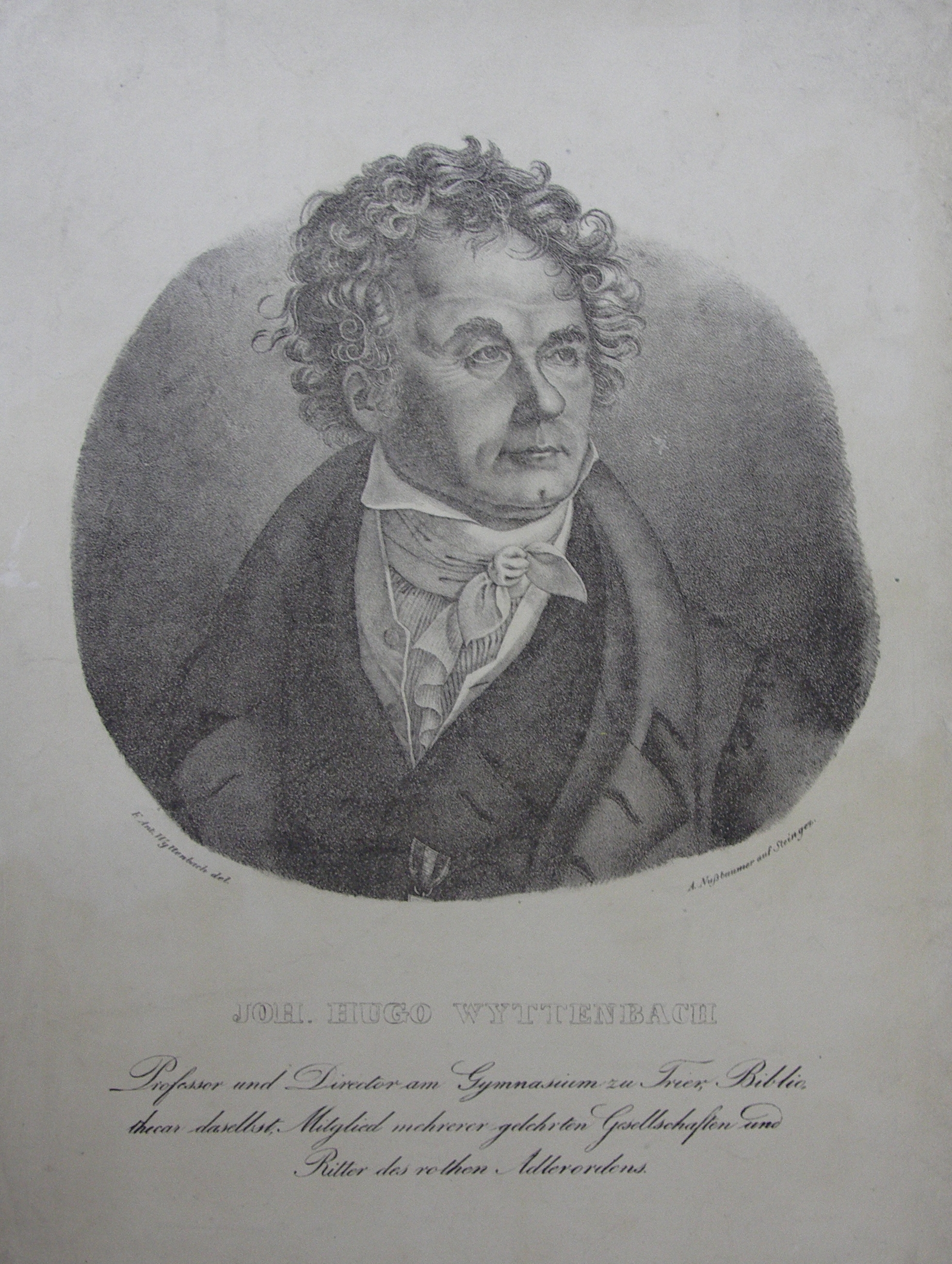
Lithografie:Johann Hugo Wyttenbach von Johann Anton Ramboux

Johann Hugo Wyttenbach (* 6. April 1767 in Bausendorf; † 22. Juni 1848 in Trier) war Gymnasialdirektor, Bibliothekar und Gründer der Stadtbibliothek Trier.

## Leben
Er kam 1769/70 nach Trier, 1770–1784 mit Mutter und Großmutter im Haushalt des Taufpaten Johann Hugo Reichsgraf von Kesselstatt nach Koblenz-Alte Burg. 1784–1786 studierte er Theologie auf Kosten des Taufpaten an der Universität und am Priesterseminar Trier.
In der Franzosenzeit bewarb er sich bei der französischen Zentralverwaltung des Saardepartements und wurde Mitglied der Schulkommission, 1799 Bibliothekar und Professor der Zentralschule, 1804–1846 war er Direktor der Sekundarschule, des Collège und des Gymnasiums zu Trier, erster Stadtbibliothekar von 1804 bis 1848. Er rettete bis 1810 etwa 60.000 Bände von Handschriften und Drucken der 1802 säkularisierten Kloster- und Stiftsbibliotheken im Saardepartement in die Stadtbibliothek Trier.
1801 war er Mitbegründer der Gesellschaft für nützliche Forschungen zu Trier und deren Sekretär von 1809 bis 1822. 1830–1835 war er Geschichtslehrer von Karl Marx. 1815 war er Hauptmann der Bürgerwehr in Trier. Er war assoriiertes Mitglied der Académie royale des Sciences, des Lettres et des Beaux-Arts de Belgique.

## Schriften (Auswahl)
- Aussprüche der philosophirenden Vernunft und des reinen Herzens über die der Menschheit wichtigsten Gegenstände mit besonderer Rücksicht auf die kritische Philosophie zusammengetragen aus den Schriften älterer und neuerer Denker, Rötzel, Leipzig, 1796 Digitalisat MDZ Reader, 2. und verbesserte Auflage, Leipzig, 1798 OCLC 872485232
- Plan einer inneren Einrichtung für Primärschulen. Trier, Hetzrodt und Schröll, 1798 OCLC 1071282174
- Denkmal den Wohlthätern des Menschengeschlechts. Trier, Fischer, 1799 Digitalisat Uni Köln
- Handbuch für den Unterricht in den Pflichten und Rechten des Menschen und des Bürgers. Trier, Hetzrodt, 1801  Digitalisat delibri Rheinland-Pfalz
- (Hrsg.): Der Geist der Religion. Mohr, Frankfurt a. M., 1806  Digitalisat MDZ Reader
- Versuch einer Geschichte von Trier. Schröll, Trier., 1810 Digitalisat delibri Rheinland-Pfalz
- Neue Beiträge zur antiken heidnischen und christlichen Epigraphik. Trier, Blattau, 1833 Digitalisat MDZ Reader
- Die Liebfrauen-Kirche zu Trier Aufgenommen mit Bemerkungen begleitet und hrsg. von Christian Wilhelm Schmidt. Nebst historischen Erläuterungen von Johann Hugo Wyttenbach. Gebrüder Kehr & Niessen, Coeln, 1836 Digitalisat ETH Zürich
- mit Michael Franz Josef Müller: Gesta Trevirorum. 3 Bände, Trier, Lintz, 1836–1839  Digitalisat delibri Rheinland-Pfalz
- Recherches sur les antiquités romaines dans la vallée de la Moselle de Trèves. Trier, Lintz, 1840 Digitalisat MDZ Reader
- Mittheilungen aus der Geschichte von Trier im dritten Decennium des achtzenten Jahrhunderts, 1845 (Digitalisat)
- Schulreden vom Jahre 1799 bis 1846. Fr. Lintz, Trier. 1847 Digitalisat Google Books